# 茂木町立逆川中学校
茂木町立逆川中学校（もてぎちょうりつ さかがわちゅうがっこう）は、栃木県芳賀郡茂木町飯にあった公立中学校。

## 沿革
- 1947年4月28日 - 逆川村立逆川中学校として創立[1]。
- 1952年2月9日 - 逆川小学校と分離、現在地へ新築移転。
- 1954年8月1日 - 町村合併により茂木町立逆川中学校となる。
- 1957年5月19日 - 自衛隊による校庭拡張工事完了。
- 1961年3月30日 - 生徒増加により講堂を改築して2教室設置。
- 1962年8月1日 - 音楽室および体育館完成。
- 1964年1月24日 - 完全給食実施（逆川小学校と共同調理）
- 1967年11月25日 - 校旗樹立
- 1975年1月13日 - 学校緑化コンクール県表彰
- 1979年11月27日 - 芳賀地区広域教委指定研究推進校公開発表会開催
- 1980年10月20日 - 学校保健統計調査文部大臣表彰
- 1989年10月20日 - 文部省指定研究推進公開発表会開催（勤労生産）
- 1993年2月8日 - パソコン教室を整備、パソコン17台設置。
- 1996年6月24日 - 新校舎建設開始
- 1997年
  - 7月20日 - 新校舎竣工
  - 9月25日 - 旧校舎解体終了
- 1999年
  - 4月1日 - 高齢者福祉教育地域交流推進校指定
  - 7月1日 - 新体育館建設開始
- 2000年2月29日 - 新体育館落成式
- 2001年
  - 8月21日 - パソコン教室新機種導入およびインターネット開通。
  - 8月31日 - プール竣工
- 2003年1月16日 - ホームページ公開
- 2006年12月9日 - 環境美化教育優良校全国表彰（リサイクル活動部門）
- 2007年11月21日 - 日本PTA全国協議会「会長賞」表彰
- 2010年11月26日 - PTA活動文部科学大臣表彰
- 2011年11月18日 - 安全で安心なまちづくり功労団体知事表彰
- 2012年8月20日 - パソコン教室新機種入れ替え
- 2013年8月28日 - 福祉教育（車椅子寄贈）県社会福祉協議会長表彰
- 2017年
  - 3月9日 - 川嶋あいによる卒業式サプライズライブが行われる[2]。
  - 3月31日 - 茂木町立茂木中学校へ統合され、閉校[3]。

## 教育方針
- 教育目標[1]
  - 「さ」才能をひらき、活気ある生徒になる
  - 「か」考えて判断する生徒になる
  - 「が」がんばりぬく生徒になる
  - 「わ」和と協力に努める生徒になる

## 進学前小学校
- 茂木町立逆川小学校[4]

## 通学区域
- 茂木町
  - 小貫吹田、小貫上、小貫中、小貫下、深沢上、深沢中、深沢下甲、深沢下乙、飯上、飯中、飯下、飯並柳、小山、木幡、北高岡甲、後谷、北高岡乙、天子甲、福手[4]

## 交通
- 真岡鐵道真岡線七井駅より約8.6km